# 2. Bundesliga de 2023–24
A 2. Bundesliga de 2023–24 foi a 50ª temporada da 2. Bundesliga, a temporada começou em 28 de julho de 2023 e terminou em 19 de maio de 2024.

## Sistema de competição
Participam da 2. Bundesliga 18 clubes que, seguindo um calendário estabelecido por sorteio, se enfrentam entre si em duas partidas de ida e volta. O vencedor de cada partida conquista três pontos, enquanto o empate um ponto e a derrota, zero pontos.
Ao final da temporada, os dois primeiros colocados se classificarão à 1. Bundesliga, e o terceiro colocado disputará sua promoção com o 16º colocado da 1. Bundesliga. Os dois últimos serão rebaixados à 3. Liga e o 16º colocado disputará sua permanência com o terceiro colocado da 3. Liga.

## Participantes

### Mudança de times
| Pos | Promovidos à Bundesliga de 2023–24 |
| --- | ---------------------------------- |
| 1º  | Heidenheim                         |
| 2º  | Darmstadt 98                       |

| Pos | Rebaixados da Bundesliga de 2022–23 |
| --- | ----------------------------------- |
| 17º | Schalke 04                          |
| 18º | Hertha Berlim                       |

| Pos | Promovidos da 3. Liga de 2022–23 |
| --- | -------------------------------- |
| 1º  | Elversberg                       |
| 2º  | VfL Osnabrück                    |
| 3º  | Wehen Wiesbaden                  |

| Pos | Rebaixados da 2. Bundesliga de 2022–23 |
| --- | -------------------------------------- |
| 16º | Arminia Bielefeld                      |
| 17º | Jahn Regensburg                        |
| 18° | Sandhausen                             |

### Estádios e localizações
| Clube                  | Localização        | Estádio                        | Capacidade |
| ---------------------- | ------------------ | ------------------------------ | ---------- |
| Eintracht Braunschweig | Braunschweig       | Eintracht-Stadion              | 23,325     |
| Hertha BSC             | Berlin             | Olympiastadion                 | 74,649     |
| Fortuna Düsseldorf     | Düsseldorf         | Merkur Spiel-Arena             | 54,600     |
| Elversberg             | Spiesen-Elversberg | Waldstadion an der Kaiserlinde | 10,000     |
| Greuther Fürth         | Fürth              | Sportpark Ronhof Thomas Sommer | 16,626     |
| Hamburger SV           | Hamburg            | Volksparkstadion               | 57,000     |
| Hannover 96            | Hanôver            | Heinz von Heiden Arena         | 49,000     |
| 1. FC Kaiserslautern   | Kaiserslautern     | Fritz-Walter-Stadion           | 49,780     |
| Karlsruher SC          | Karlsruhe          | BBBank Wildpark                | 29,699     |
| Holstein Kiel          | Kiel               | Holstein-Stadion               | 15,034     |
| 1. FC Magdeburg        | Magdeburg          | MDCC-Arena                     | 30,098     |
| 1. FC Nürnberg         | Nuremberg          | Max-Morlock-Stadion            | 49,923     |
| VfL Osnabrück          | Osnabrück          | Stadion an der Bremer Brücke   | 16,667     |
| SC Paderborn           | Paderborn          | Home Deluxe Arena              | 15,000     |
| Hansa Rostock          | Rostock            | Ostseestadion                  | 29,000     |
| Schalke 04             | Gelsenkirchen      | Veltins-Arena                  | 62,271     |
| FC St. Pauli           | Hamburg            | Millerntor-Stadion             | 29,546     |
| Wehen Wiesbaden        | Wiesbaden          | BRITA-Arena                    | 12,250     |

## Classificação
| Pos | Equipe                 | Pts | J  | V  | E  | D  | GP | GC | SG  | Classificação ou descenso                 |
| --- | ---------------------- | --- | -- | -- | -- | -- | -- | -- | --- | ----------------------------------------- |
| 1   | St. Pauli (C)          | 69  | 34 | 20 | 9  | 5  | 62 | 37 | +25 | Promoção à Bundesliga de 2024–25          |
| 2   | Holstein Kiel          | 68  | 34 | 21 | 5  | 8  | 65 | 39 | +26 | Promoção à Bundesliga de 2024–25          |
| 3   | Fortuna Düsseldorf     | 63  | 34 | 18 | 9  | 7  | 72 | 40 | +32 | Play-off de promoção                      |
| 4   | Hamburgo               | 58  | 34 | 17 | 7  | 10 | 65 | 44 | +21 |                                           |
| 5   | Karlsruher             | 55  | 34 | 15 | 10 | 9  | 68 | 48 | +20 |                                           |
| 6   | Hannover 96            | 52  | 34 | 13 | 13 | 8  | 59 | 44 | +15 |                                           |
| 7   | Paderborn              | 52  | 34 | 15 | 7  | 12 | 54 | 55 | −1  |                                           |
| 8   | Greuther Fürth         | 50  | 34 | 14 | 8  | 12 | 50 | 49 | +1  |                                           |
| 9   | Hertha Berlim          | 48  | 34 | 13 | 9  | 12 | 69 | 59 | +10 |                                           |
| 10  | Schalke 04             | 43  | 34 | 12 | 7  | 15 | 53 | 60 | −7  |                                           |
| 11  | Elversberg             | 43  | 34 | 12 | 7  | 15 | 49 | 63 | −14 |                                           |
| 12  | Nürnberg               | 40  | 34 | 11 | 7  | 16 | 43 | 64 | −21 |                                           |
| 13  | Kaiserslautern         | 39  | 34 | 11 | 6  | 17 | 59 | 64 | −5  |                                           |
| 14  | Magdeburg              | 38  | 34 | 9  | 11 | 14 | 46 | 53 | −7  |                                           |
| 15  | Eintracht Braunschweig | 38  | 34 | 11 | 5  | 18 | 37 | 53 | −16 |                                           |
| 16  | Wehen Wiesbaden        | 32  | 34 | 8  | 8  | 18 | 36 | 50 | −14 | Play-off de rebaixamento                  |
| 17  | Hansa Rostock          | 31  | 34 | 9  | 4  | 21 | 30 | 57 | −27 | Zona de rebaixamento à 3. Liga de 2024–25 |
| 18  | Osnabrück              | 28  | 34 | 6  | 10 | 18 | 31 | 69 | −38 | Zona de rebaixamento à 3. Liga de 2024–25 |

## Desempenho por rodada
Clubes que lideraram o campeonato ao final de cada rodada:
| Rodadas | Rodadas | Rodadas | Rodadas | Rodadas | Rodadas | Rodadas | Rodadas | Rodadas | Rodadas | Rodadas | Rodadas | Rodadas | Rodadas | Rodadas | Rodadas | Rodadas | Rodadas | Rodadas | Rodadas | Rodadas | Rodadas | Rodadas | Rodadas | Rodadas | Rodadas | Rodadas | Rodadas | Rodadas | Rodadas | Rodadas | Rodadas | Rodadas | Rodadas |
| ------- | ------- | ------- | ------- | ------- | ------- | ------- | ------- | ------- | ------- | ------- | ------- | ------- | ------- | ------- | ------- | ------- | ------- | ------- | ------- | ------- | ------- | ------- | ------- | ------- | ------- | ------- | ------- | ------- | ------- | ------- | ------- | ------- | ------- |
| 1       | 2       | 3       | 4       | 5       | 6       | 7       | 8       | 9       | 10      | 11      | 12      | 13      | 14      | 15      | 16      | 17      | 18      | 19      | 20      | 21      | 22      | 23      | 24      | 25      | 26      | 27      | 28      | 29      | 30      | 31      | 32      | 33      | 34      |
| FÜR     | ROS     | HAM     | HAM     | HAM     | DÜS     | DÜS     | STP     | STP     | STP     | STP     | STP     | STP     | STP     | STP     | STP     | KIE     | STP     | STP     | STP     | STP     | STP     | STP     | STP     | STP     | STP     | STP     | STP     | KIE     | KIE     | STP     | KIE     | STP     | STP     |

Clubes que ficaram na última posição do campeonato ao final de cada rodada:
| Rodadas | Rodadas | Rodadas | Rodadas | Rodadas | Rodadas | Rodadas | Rodadas | Rodadas | Rodadas | Rodadas | Rodadas | Rodadas | Rodadas | Rodadas | Rodadas | Rodadas | Rodadas | Rodadas | Rodadas | Rodadas | Rodadas | Rodadas | Rodadas | Rodadas | Rodadas | Rodadas | Rodadas | Rodadas | Rodadas | Rodadas | Rodadas | Rodadas | Rodadas |
| ------- | ------- | ------- | ------- | ------- | ------- | ------- | ------- | ------- | ------- | ------- | ------- | ------- | ------- | ------- | ------- | ------- | ------- | ------- | ------- | ------- | ------- | ------- | ------- | ------- | ------- | ------- | ------- | ------- | ------- | ------- | ------- | ------- | ------- |
| 1       | 2       | 3       | 4       | 5       | 6       | 7       | 8       | 9       | 10      | 11      | 12      | 13      | 14      | 15      | 16      | 17      | 18      | 19      | 20      | 21      | 22      | 23      | 24      | 25      | 26      | 27      | 28      | 29      | 30      | 31      | 32      | 33      | 34      |
| PAD     | KAI     | BSC     | ELV     | OSN     | OSN     | OSN     | OSN     | BRA     | BRA     | BRA     | BRA     | OSN     | OSN     | OSN     | OSN     | OSN     | OSN     | OSN     | OSN     | OSN     | OSN     | OSN     | OSN     | OSN     | OSN     | OSN     | OSN     | OSN     | OSN     | OSN     | OSN     | OSN     | OSN     |

## Confrontos
| Mandante \ Visitante   | BRA | BSC | DÜS | ELV | FÜR | HAM | HAN | KAI | KAR | KIE | MAG | NÜR | OSN | PAD | ROS | SCH | STP | WIE |
| ---------------------- | --- | --- | --- | --- | --- | --- | --- | --- | --- | --- | --- | --- | --- | --- | --- | --- | --- | --- |
| Eintracht Braunschweig | —   | 1–1 | 1–4 | 5–0 | 0–1 | 0–4 | 0–0 | 2–1 | 2–0 | 0–1 | 1–0 | 2–2 | 3–2 | 1–3 | 0–1 | 1–0 | 1–1 | 1–0 |
| Hertha Berlim          | 3–0 | —   | 2–2 | 5–1 | 5–0 | 1–2 | 1–1 | 3–1 | 2–2 | 2–2 | 3–2 | 3–3 | 0–0 | 3–1 | 4–0 | 5–2 | 1–2 | 0–1 |
| Fortuna Düsseldorf     | 2–0 | 1–0 | —   | 1–1 | 1–0 | 2–0 | 1–1 | 4–3 | 3–1 | 0–1 | 3–2 | 3–1 | 1–1 | 1–2 | 2–0 | 5–3 | 1–2 | 1–3 |
| Elversberg             | 3–0 | 4–2 | 0–5 | —   | 1–1 | 2–1 | 2–2 | 2–1 | 0–3 | 0–2 | 0–0 | 0–1 | 3–1 | 4–1 | 1–2 | 1–1 | 0–2 | 0–3 |
| Greuther Fürth         | 3–3 | 1–2 | 1–0 | 1–4 | —   | 1–1 | 1–3 | 2–1 | 4–3 | 2–1 | 1–1 | 2–1 | 4–0 | 5–0 | 1–0 | 2–0 | 0–0 | 2–0 |
| Hamburgo               | 2–1 | 3–0 | 1–0 | 1–0 | 2–0 | —   | 3–4 | 2–1 | 3–4 | 0–1 | 2–0 | 4–1 | 1–2 | 1–2 | 2–0 | 5–3 | 1–0 | 3–0 |
| Hannover 96            | 2–0 | 2–2 | 2–2 | 2–2 | 2–1 | 0–1 | —   | 1–2 | 2–2 | 3–0 | 2–1 | 3–0 | 7–0 | 3–2 | 2–1 | 1–1 | 1–2 | 2–0 |
| Kaiserslautern         | 5–0 | 1–2 | 1–3 | 3–2 | 0–2 | 3–3 | 3–1 | —   | 0–4 | 0–3 | 4–1 | 3–1 | 3–2 | 1–2 | 3–1 | 4–1 | 1–2 | 1–1 |
| Karlsruher             | 2–0 | 3–2 | 2–2 | 3–2 | 4–0 | 2–2 | 1–2 | 1–1 | —   | 0–2 | 7–0 | 4–1 | 2–1 | 0–3 | 2–2 | 3–0 | 2–1 | 2–2 |
| Holstein Kiel          | 1–2 | 2–3 | 1–1 | 1–1 | 2–1 | 4–2 | 1–1 | 1–3 | 1–0 | —   | 2–4 | 0–2 | 4–0 | 2–1 | 2–0 | 1–0 | 3–4 | 3–2 |
| Magdeburg              | 2–1 | 6–4 | 2–3 | 1–2 | 0–0 | 2–2 | 0–3 | 4–1 | 1–1 | 1–1 | —   | 0–1 | 1–1 | 1–1 | 1–2 | 3–0 | 1–0 | 1–0 |
| Nürnberg               | 2–1 | 3–1 | 0–5 | 3–0 | 1–1 | 0–2 | 2–2 | 1–1 | 0–1 | 0–4 | 1–0 | —   | 2–2 | 0–2 | 3–0 | 1–2 | 0–2 | 2–1 |
| Osnabrück              | 0–3 | 2–1 | 0–4 | 0–1 | 2–0 | 2–1 | 1–0 | 2–2 | 2–3 | 1–1 | 0–2 | 2–3 | —   | 0–0 | 0–0 | 0–4 | 1–1 | 0–2 |
| Paderborn              | 1–2 | 2–3 | 4–3 | 3–1 | 0–1 | 1–0 | 1–0 | 1–2 | 1–1 | 0–4 | 0–0 | 1–3 | 1–1 | —   | 3–0 | 3–1 | 2–2 | 2–1 |
| Hansa Rostock          | 1–0 | 0–0 | 1–3 | 2–1 | 1–0 | 2–2 | 1–2 | 0–3 | 1–2 | 1–3 | 0–2 | 2–0 | 2–1 | 1–2 | —   | 0–2 | 2–3 | 3–1 |
| Schalke 04             | 1–0 | 1–2 | 1–1 | 1–2 | 2–2 | 0–2 | 3–2 | 3–0 | 0–0 | 0–2 | 4–3 | 2–0 | 4–0 | 3–3 | 2–1 | —   | 3–1 | 1–0 |
| St. Pauli              | 1–0 | 2–0 | 0–0 | 3–4 | 3–2 | 2–2 | 0–0 | 2–0 | 2–1 | 5–1 | 0–0 | 5–1 | 3–1 | 2–1 | 1–0 | 3–1 | —   | 1–1 |
| Wehen Wiesbaden        | 1–3 | 3–1 | 0–2 | 0–2 | 3–5 | 1–1 | 1–1 | 2–1 | 1–0 | 0–1 | 1–1 | 1–1 | 0–1 | 1–2 | 1–0 | 1–1 | 1–2 | —   |

## Play-off de promoção

### Jogo de ida
| 23 de maio de 2024 | Bochum | 0 – 3     | Fortuna Düsseldorf                              | RewirpowerSTADION, Bochum                    |
| 20:30 (UTC+2)      |        | Relatório | 13' (g.c.) Hofmann · 64' Klaus · 72' Engelhardt | Público: 26 000 Árbitro: ALE Robert Schroder |

### Jogo de volta
| 27 de maio de 2024 | Fortuna Düsseldorf | 0 – 3     | Bochum                              | Esprit Arena, Düsseldorf                   |
| 20:30 (UTC+2)      |                    | Relatório | 18', 66' Hofmann · 70' (pen) Stöger | Público: 51 500 Árbitro: ALE Deniz Aytekin |

|                                                                |       | Penalidades                                              |  |
| Hoffmann Jóhannesson Engelhardt Oberdorf Tzolis Niemiec Uchino | 5 – 6 | Paciência Bero Mašović Asano Stöger Schlotterbeck Wittek |  |

3–3 no placar agregado. O Bochum venceu por 6–5 na disputa por pênaltis. Ambas as equipes permanecem em suas respectivas ligas.

## Play-off de rebaixamento

### Jogo de ida
| 24 de maio de 2024 | Jahn Regensburg         | 2 – 2     | Wehen Wiesbaden          | Jahnstadion Regensburg, Regensburg          |
| 20:30 (UTC+2)      | Ganaus 27' · Kother 79' | Relatório | 66' Heußer · 71' Iredale | Público: 13 358 Árbitro: ALE Tobias Reichel |

### Jogo de volta
| 28 de junho de 2024 | Wehen Wiesbaden | 1 – 2     | Jahn Regensburg          | Brita-Arena, Wiesbaden       |
| 20:30 (UTC+2)       | Prtajin 81'     | Relatório | 45+2' Kother · 47' Faber | Árbitro: ALE Martin Petersen |

Jahn Regensburg venceu por 4–3 no placar agregado e está promovido para a 2. Bundesliga. O Wehen Wiesbaden foi rebaixado para a 3. Liga.

## Estatísticas
Atualizado em 30 de maio de 2024.

### Artilheiros
| Pos. | Jogador         | Equipe             | Gols |
| ---- | --------------- | ------------------ | ---- |
| 1    | Christos Tzolis | Fortuna Düsseldorf | 22   |
| 1    | Haris Tabaković | Hertha Berlim      | 22   |
| 1    | Robert Glatzel  | Hamburgo           | 22   |
| 4    | Marcel Hartel   | St. Pauli          | 17   |
| 5    | Can Uzun        | Nürnberg           | 16   |
| 5    | Ragnar Ache     | Kaiserslautern     | 16   |
| 7    | Igor Matanović  | Karlsruher         | 14   |
| 8    | Ivan Prtajin    | Wehen Wiesbaden    | 13   |
| 8    | Kenan Karaman   | Schalke 04         | 13   |
| 8    | László Bénes    | Hamburgo           | 13   |